# .krd
 (février 2021).
Si vous disposez d'ouvrages ou d'articles de référence ou si vous connaissez des sites web de qualité traitant du thème abordé ici, merci de compléter l'article en donnant les références utiles à sa vérifiabilité et en les liant à la section « Notes et références ».
 (mars 2021).
.krd est le domaine de premier niveau générique destiné au Kurdistan irakien.

## Domaine spéciaux
- Site web .KRD est le domaine de premier niveau : dot.krd
- Site web du gouvernement régional du Kurdistan : GOV.KRD
- Site web présidentiel de la région du Kurdistan : president.gov.krd